# Węzły uzbrojenia

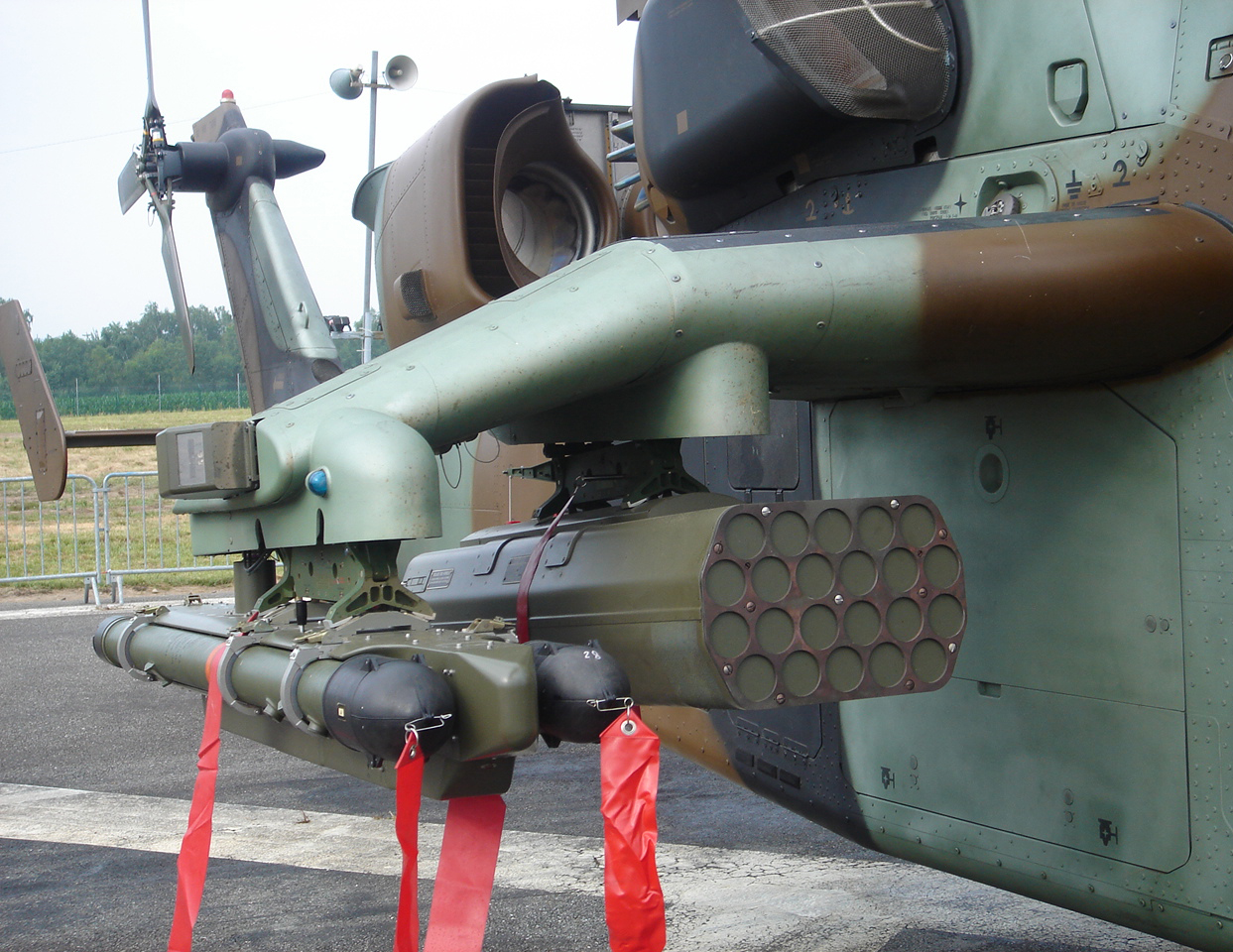
Dwa węzły podwieszeń z uzbrojeniem pod skrzydłem śmigłowca Eurocopter Tiger

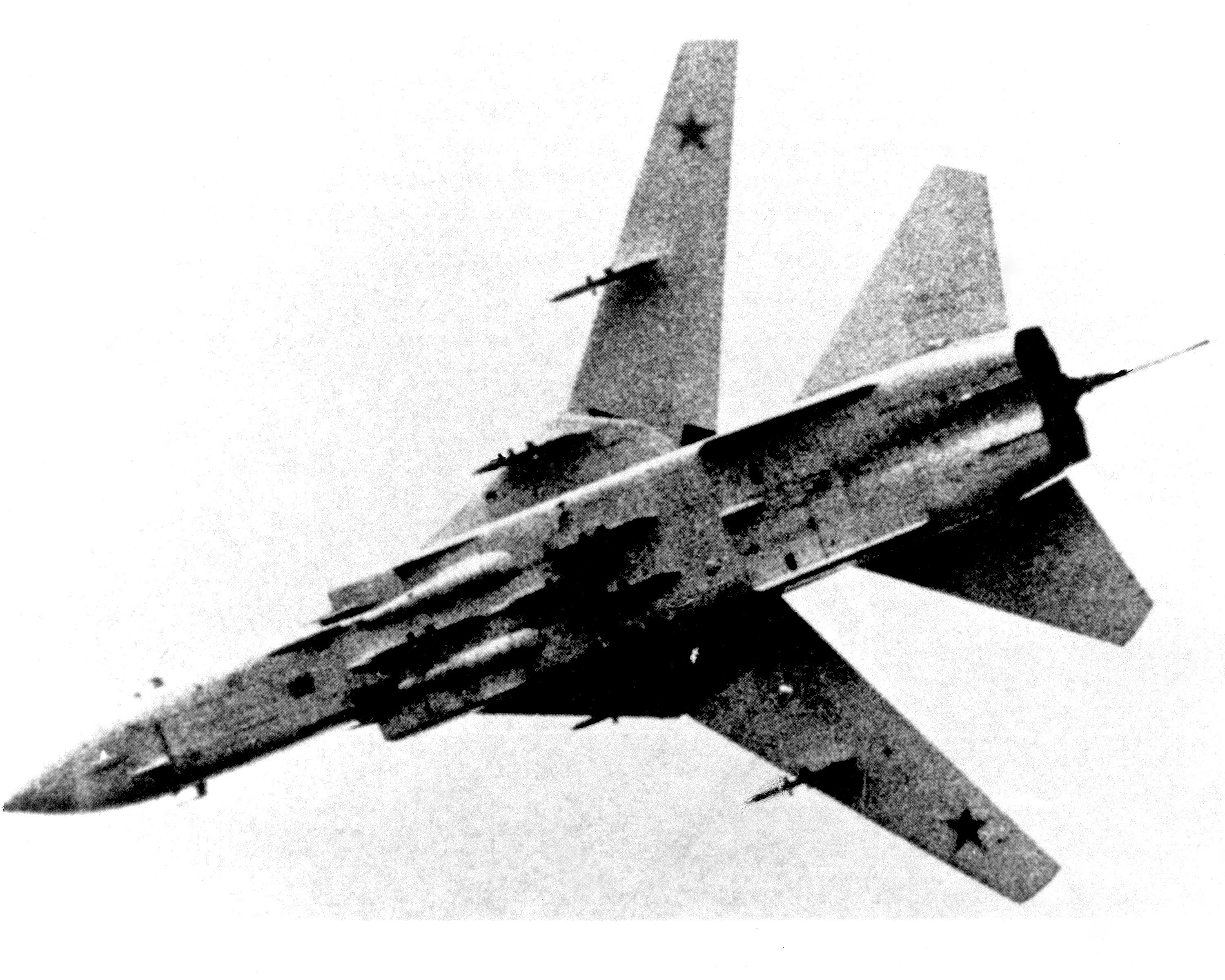
Bombowiec Su-24, widoczne osiem węzłów podwieszeń (4 pod kadłubem i 2 pod każdym skrzydłem)

Węzły uzbrojenia (niekiedy stosowana jest nazwa pylony) – elementy konstrukcji statku powietrznego, przystosowane do przenoszenia różnego rodzaju wyposażenia wymiennego, rozszerzającego możliwości nosiciela. Najczęściej stosowane w konstrukcjach bojowych (samoloty, śmigłowce, drony).
W zależności od budowy mogą służyć do przenoszenia uzbrojenia (pociski rakietowe, bomby, zasobniki strzeleckie itp.) lub np. zbiorników paliwa, różnego typu zasobników (transportowych, nawigacyjno-celowniczych, rozpoznawczych, zakłócających), aparatury dymotwórczej na pokazach lotniczych itp.